# Kamarádi (seriál, 1971)
Kamarádi jsou československý dobrodružný televizní seriál vzniklý v produkci Československé televize, která jej také v letech 1971–1975 vysílala. Ve dvou řadách vzniklo celkem 13 dílů. Seriál natočila režisérka Vlasta Janečková podle scénáře, jenž napsala společně s Jarmilou Turnovskou. Věnuje se partě pražských dětí, které v Praze a na venkově zažívají různá dobrodružství.

## Příběh
Dva dobří kamarádi Ferda a Váleček, bydlící v Praze na Malé Straně, se seznámí se stejně starým Honzou, který se s rodiči přistěhoval z Karlových Varů ke svému dědečkovi, jenž bydlí ve stejném domě jako Ferda. Jejich seznámení doprovázené urážkou neproběhne ideálně, takže jej považují za arogantního vetřelce. Zanedlouho se však spřátelí, navíc potkají Gábinu, aktivní dívku, která ráda fotí. Vznikne tak dětská parta, jež v pražských ulicích zažívá různá dobrodružství, která se posléze přesunou i ke Gábinině tetě na venkov do Orlických hor.

## Obsazení
- Lenka Pletková jako Gábina
- Michal Michálek jako Ferda (1. řada)
- Antonín Navrátil jako Honza
- Marek Eben jako Valentýn „Váleček“ Kofránek

## Produkce
Seriál Kamarádi byl prvním původním dětským televizním seriálem Československé televize ze současnosti, čímž navázal na adaptovanou Záhadu hlavolamu. První šestidílnou řadu napsala společně Jarmila Turnovská a Vlasta Janečková a druhou, sedmidílnou sérii sama Janečková. Ta také celý seriál režírovala. Do hlavních dětských rolí postav, které měly mít kolem 11 let, si vybrala Lenku Pletkovou, Michala Michálka a Antonína Navrátila. Čtvrtého do party, Válečka se silnější postavou, ztvárnil Marek Eben, jenž byl při natáčení vybaven speciální vestou pod košilí, která mu vizuálně přidávala kilogramy. Natáčení první řady probíhalo v Praze v letech 1969 a 1970.
Ve druhé sérii neúčinkoval Michal Michálek v roli Ferdy, který během let značně vyrostl a změnil se, takže jej Janečková s Turnovskou ze seriálu vyřadily. Hlavní dětská parta tak zůstala tříčlenná. Druhá řada byla natočena roku 1973.
Hudbu k seriálu Kamarádi složil Jaromír Vomáčka. Pro Československou televizi vyrobil seriál Krátký film Praha.

## Vysílání
Seriál Kamarádi uvedla Československá televize na I. programu v letech 1971–1975. První řada seriálu byla odvysílána od října do listopadu 1971, první díl měl premiéru 10. října 1971. Další následovaly v nepravidelné týdenní periodě (uváděn byl v sobotu, nebo v neděli), takže závěrečná část byla odvysílána 14. listopadu 1971. Seriál byl zařazen do podvečerního vysílání, začátky jednotlivých dílů o délce od 21 do 28 minut byly v nepravidelných časech v rozmezí od 16.25 hodin do 18.20 hodin.
Druhá řada byla na I. programu uvedena po repríze první série od prosince 1974 do ledna 1975, úvodní díl měl premiéru 28. prosince 1974. V následujících dnech byly vysílány další díly, takže poslední byl uveden 3. ledna 1975. Druhá série byla vysílána dopoledne, začátky jednotlivých dílů o délce od 23 do 33 minut byly v rozmezí od 9.00 hodin do 9.45 hodin.
Celý seriál vydala v roce 2011 Česká televize na DVD.

### Seznam dílů

#### První řada (1971)
| Č. v seriálu | Č. v řadě | Název            | Režie            | Scénář                               | Datum premiéry     |
| ------------ | --------- | ---------------- | ---------------- | ------------------------------------ | ------------------ |
| 1            | 1         | Jak to začalo    | Vlasta Janečková | Jarmila Turnovská a Vlasta Janečková | 10. října 1971     |
| 2            | 2         | Na stopě zločinu | Vlasta Janečková | Jarmila Turnovská a Vlasta Janečková | 16. října 1971     |
| 3            | 3         | Máme psa         | Vlasta Janečková | Jarmila Turnovská a Vlasta Janečková | 23. října 1971     |
| 4            | 4         | Velká loupež     | Vlasta Janečková | Jarmila Turnovská a Vlasta Janečková | 31. října 1971     |
| 5            | 5         | Zloděj na ledě   | Vlasta Janečková | Jarmila Turnovská a Vlasta Janečková | 6. listopadu 1971  |
| 6            | 6         | Případ uzavřen   | Vlasta Janečková | Jarmila Turnovská a Vlasta Janečková | 14. listopadu 1971 |

#### Druhá řada (1974–1975)
| Č. v seriálu | Č. v řadě | Název              | Režie            | Scénář           | Datum premiéry    |
| ------------ | --------- | ------------------ | ---------------- | ---------------- | ----------------- |
| 7            | 1         | První taneční      | Vlasta Janečková | Vlasta Janečková | 28. prosince 1974 |
| 8            | 2         | Besídka            | Vlasta Janečková | Vlasta Janečková | 29. prosince 1974 |
| 9            | 3         | Miminko            | Vlasta Janečková | Vlasta Janečková | 30. prosince 1974 |
| 10           | 4         | Váleček v televizi | Vlasta Janečková | Vlasta Janečková | 31. prosince 1974 |
| 11           | 5         | Prázdniny          | Vlasta Janečková | Vlasta Janečková | 1. ledna 1975     |
| 12           | 6         | Přepadení          | Vlasta Janečková | Vlasta Janečková | 2. ledna 1975     |
| 13           | 7         | Nejhezčí táborák   | Vlasta Janečková | Vlasta Janečková | 3. ledna 1975     |

## Přijetí
Jiří Moc ve své publikaci Seriály od A do Z z roku 2009 uvedl, že pořad se stal důležitým, protože šlo o první československý seriál ze současnosti, který byl určen pro děti. Podle něj autoři Kamarádů našli sympatické dětské představitele a divácký ohlas si vynutil vznik druhé řady. Zatímco první řada se věnovala drobným dětským dobrodružstvím, v jejím pokračování, které vzniklo s odstupem čtyř let, již hlavní hrdinové povyrostli a začínali pomalu dospívat. Proto nebyla druhá série podle Moce „tak bezprostřední a obdivuhodn[á]“, nicméně si zachovala „poetiku, humor a upřímnost předchozího vyprávění“.

## Související díla
Scenáristka a dramaturgyně seriálu Jarmila Turnovská napsala jeho literární adaptaci pro mladé čtenáře, která však obsahuje výrazně pozměněný děj i nové postavy. Kniha vyšla v roce 1981 v nakladatelství Albatros.